# Elliptische kromme
In de meetkunde zijn elliptische krommen een speciale soort algebraïsche krommen waarop meetkundig een optelling gedefinieerd is. De naam is ontleend aan de ellips, maar het verband is slechts zijdelings en ellipsen zijn heel uitdrukkelijk geen voorbeelden van elliptische krommen. 

## Elementaire definitie
Een elliptische kromme is een verzameling punten van het vlak waarvan de coördinaten voldoen aan een vergelijking van de vorm
{\displaystyle y^{2}=f(x)}
met {\displaystyle f} een polynoom van de derde graad zonder samenvallende nulpunten, die na een eventuele lineaire transformatie over te voeren is in:
{\displaystyle y^{2}=x^{3}+ax+b}
met {\displaystyle a} en {\displaystyle b} zo, dat de polynoom geen dubbele nulpunten heeft.
Als onder het "vlak" de reële euclidische ruimte {\displaystyle \mathbb {R} ^{2}} wordt verstaan, kan een elliptische kromme grafisch worden voorgesteld in een van de volgende twee gedaanten (naargelang de polynoom {\displaystyle f} drie reële nulpunten of slechts één reëel nulpunt heeft):
Meestal worden elliptische krommen echter beschouwd over de complexe tweedimensionale ruimte {\displaystyle \mathbb {C} ^{2}}, of zelfs over het complexe projectieve vlak {\displaystyle \mathbb {C} \mathbb {P} }. In dat laatste geval wordt de vergelijking gehomogeniseerd met een derde veranderlijke {\displaystyle z}:
{\displaystyle y^{2}z=ax^{3}+bx^{2}z+cxz^{2}+dz^{3}}
Over het complexe projectieve vlak zijn alle elliptische krommen topologisch gelijkwaardig (homeomorf) met de torus, en dus ook met elkaar.

## Alternatieve definitie
Een elliptische kromme is het Riemann-oppervlak dat ontstaat als quotiëntruimte van het complexe vlak over een rooster, d.i. een discrete deelgroep van de vorm
{\displaystyle \Gamma =\mathbb {Z} a+\mathbb {Z} b,\ a,b\in \mathbb {C} ,\ a,b\neq 0,\ a/b\notin \mathbb {R} }
Hoewel alle elliptische krommen topologisch gelijkwaardig zijn, zijn ze niet allemaal gelijkwaardig als Riemann-oppervlak. Elke elliptische kromme is echter biholomorf (equivalent als Riemann-oppervlak) met een elliptische kromme waarvoor {\displaystyle a=1} en waarvoor het imaginaire deel van {\displaystyle b} strikt positief is.
Het verband met de elementaire definitie wordt gegeven door de {\displaystyle \wp }-functie van Weierstrass en haar afgeleide. Dat is een dubbelperiodieke meromorfe functie op het complexe vlak met polen van de tweede orde in de punten van het rooster {\displaystyle \Gamma }. Ze voldoet aan
{\displaystyle \wp '(z)^{2}=\wp (z)^{3}+60G_{4}(\Gamma )\wp (z)+140G_{6}(\Gamma )}
Hierin zijn de constanten {\displaystyle G_{2k}(\Gamma )} ({\displaystyle k=2,3}) de sommen van de Eisenstein-reeksen van het rooster.
Het geordende paar {\displaystyle (\wp ,\wp ')} parametriseert een complexe elliptische kromme in de elementaire zin. Omgekeerd blijkt elke complexe elliptische kromme afkomstig te zijn van de Weierstrass-functie van een rooster.

## Groepsbewerking
Op een elliptische kromme bestaat een natuurlijke abelse groepsbewerking. Bij de alternatieve definitie is dit gewoon de factorgroep die ontstaat uit de optelling van complexe getallen. Bij de elementaire definitie aan de hand van een polynoom heeft de groepsbewerking meetkundig de volgende vorm.

Omdat een elliptische kromme symmetrisch is ten opzichte van de x-as, ligt van elk punt op de kromme ook het spiegelbeeld ten opzichte van de x-as, de gespiegelde, op de kromme.
Een elliptische kromme in het complexe projectieve vlak snijdt de rechte op oneindig in één punt {\displaystyle \infty } met als projectieve coördinaten {\displaystyle [0:1:0]}. Dit punt vertegenwoordigt de richting evenwijdig aan de y-as.
Van twee verschillende punten {\displaystyle P} en {\displaystyle Q} op een elliptische kromme (in het complexe projectieve vlak) snijdt de rechte door {\displaystyle PQ} de kromme in precies één derde punt {\displaystyle R}. In het geval dat {\displaystyle P} en {\displaystyle Q} elkaars gespiegelde zijn, ligt dit punt op oneindig. De som {\displaystyle P+Q} is gedefinieerd als de gespiegelde van dit derde punt {\displaystyle R}.
Als {\displaystyle P} en {\displaystyle Q} samenvallen, neemt men voor {\displaystyle R} het snijpunt van de raaklijn aan de kromme.
Als {\displaystyle P=\infty } het punt op oneindig is, neemt men de rechte door {\displaystyle Q} in de richting van {\displaystyle \infty } als verbindingslijn.
Daarmee is duidelijk dat voor alle punten {\displaystyle P} en {\displaystyle Q} de som welgedefinieerd is als een punt {\displaystyle P+Q} op de kromme en dat de optelling commutatief is: {\displaystyle P+Q=Q+P}.
Voor alle punten {\displaystyle P} geldt: {\displaystyle P+\infty =P}, dus {\displaystyle \infty =0} is het neutrale element.
Voor de gespiegelde {\displaystyle P'} van een punt {\displaystyle P} volgt {\displaystyle P+P'=0} dus {\displaystyle -P=P'} is de tegengestelde van {\displaystyle P}. Voor het snijpunt {\displaystyle R} van de rechte door {\displaystyle P} en {\displaystyle Q} met de kromme geldt dus: {\displaystyle R=-(P+Q)}. Voor de drie snijpunten {\displaystyle P,\,Q,\,R} van een rechte met de kromme geldt dus: {\displaystyle P+Q+R=0}
De associativiteit van de optelling is geen voor de hand liggende eigenschap. Met behulp van de stelling van Cayley-Bacharach kan het bewijs gemakkelijk gegeven worden (zie de figuur).

Associativiteit van de optelling

De drie punten{\displaystyle P}, {\displaystyle Q} en {\displaystyle R} liggen op een elliptische kromme. De drie rechten {\displaystyle M_{1}=0(P+Q),\,M_{2}=QR} en {\displaystyle M_{3}=P(Q+R)}, en de drie rechten {\displaystyle L_{1}=PQ,\,L_{2}=R(P+Q)} en {\displaystyle L_{3}=0(Q+R)} hebben negen snijpunten:
{\displaystyle M_{1}\cap L_{1}=-(P+Q)}
{\displaystyle M_{1}\cap L_{2}=P+Q}
{\displaystyle M_{1}\cap L_{3}=0}
{\displaystyle M_{2}\cap L_{1}=Q}
{\displaystyle M_{2}\cap L_{2}=R}
{\displaystyle M_{2}\cap L_{3}=-(Q+R)}
{\displaystyle M_{3}\cap L_{1}=P}
{\displaystyle M_{3}\cap L_{3}=Q+R}
{\displaystyle M_{3}\cap L_{2}}
Daarvan liggen de eerste acht op de elliptische kromme. Maar dan ligt volgens de stelling ook het negende snijpunt, dat van {\displaystyle M_{3}} en {\displaystyle L_{2}}, op de kromme. Dus is {\displaystyle -P-(Q+R)=-R-(P+Q)}, of anders geschreven: {\displaystyle (P+Q)+R=P+(Q+R)}.
Een rationale elliptische kromme bestaat uit punten waarvan de projectieve coördinaten rationale getallen zijn, en voldoen aan een vergelijking zoals hierboven. De coëfficiënten van de derdegraadspolynoom moeten eveneens rationale getallen zijn.

### Analytisch
Als de punten {\displaystyle P=(x_{P},y_{P})} en {\displaystyle Q=(x_{Q},y_{Q})} van elkaar verschillen en gegeven zijn in een xy-assenstelsel, wordt de som {\displaystyle S=P+Q=(x_{S},y_{S})} gegeven door:
{\displaystyle x_{S}=r^{2}-(x_{P}+x_{Q})}
{\displaystyle y_{S}=-y_{P}+r(x_{P}-x_{S})}
met
{\displaystyle r={\frac {y_{P}-y_{Q}}{x_{P}-x_{Q}}}}
de richtingscoëfficiënt van de lijn door {\displaystyle P} en {\displaystyle Q}. 
Er geldt namelijk :
{\displaystyle r={\frac {y_{P}-y_{Q}}{x_{P}-x_{Q}}}={\frac {-y_{S}-y_{Q}}{x_{S}-x_{Q}}}={\frac {-y_{S}-y_{P}}{x_{S}-x_{P}}}}
dus:
{\displaystyle -y_{S}=r(x_{S}-x_{P})+y_{P}}
Verder is voor de kromme {\displaystyle C:y^{2}=x^{3}+px+q}
{\displaystyle y_{S}^{2}=\left(r(x_{S}-x_{P})+y_{P}\right)^{2}=\left(r(x_{S}-x_{P})\right)^{2}+x_{P}^{3}+px_{P}+q+2r(x_{S}-x_{P})y_{P}}
Ook is
{\displaystyle x_{S}^{3}+px_{S}+q=y_{S}^{2}=\left(r(x_{S}-x_{P})\right)^{2}+x_{P}^{3}+px_{P}+q+2r(x_{S}-x_{P})y_{P}}
{\displaystyle x_{S}^{3}-x_{P}^{3}+p(x_{S}-x_{P})=\left(r(x_{S}-x_{P})\right)^{2}+2r(x_{S}-x_{P})y_{P}}
{\displaystyle x_{S}^{2}+x_{S}x_{P}+x_{P}^{2}+p=r^{2}(x_{S}-x_{P})+2ry_{P}}
Analoog geldt:
{\displaystyle x_{S}^{2}+x_{S}x_{Q}+x_{Q}^{2}+p=r^{2}(x_{S}-x_{Q})+2ry_{Q}}
Aftrekken levert
{\displaystyle x_{S}(x_{P}-x_{Q})+x_{P}^{2}-x_{Q}^{2}=-r(y_{P}-y_{Q})+2r(y_{P}-y_{Q})=r(y_{P}-y_{Q})}
dus
{\displaystyle x_{S}=r^{2}-(x_{P}+x_{Q})}
Als {\displaystyle x_{P}=x_{Q}}, is {\displaystyle r=\pm \infty } en is {\displaystyle P+Q=0}.
In het geval dat {\displaystyle P=Q} en {\displaystyle y_{P}\neq 0}, krijgt {\displaystyle r} de waarde van de richtingscoëfficiënt van de raaklijn in {\displaystyle P}. Is {\displaystyle y_{P}=0} dan is {\displaystyle P=-P} en is de som het punt op oneindig (0).

### Rationale elliptische kromme
De stelling van Mordell luidt dat een rationale elliptische kromme, opgevat als abelse groep, eindig voortgebracht is. Er bestaat dus een eindige deelverzameling van waaruit ieder willekeurig punt op de kromme door een eindig aantal sommen kan worden bereikt.

### Endomorfismen
Omdat een elliptische kromme {\displaystyle C} met de groepsbewerking 'optelling' een abelse groep is, vormen de endomorfismen een ring, aangeduid met {\displaystyle \mathrm {End} (C)} of {\displaystyle \mathrm {End} _{C}}. Deze ring kan drie vormen hebben (isomorf): de gehele getallen {\displaystyle \mathbb {Z} }, een speciale deelring in een kwadratisch lichaam (Ned) / veld (Be) of in een quaternionen-algebra over {\displaystyle \mathbb {Q} }.
De ring van elke elliptische kromme bevat {\displaystyle \mathbb {Z} } als deelring. De endomorfismen in deze deelring worden daarom wel de triviale endomorfismen genoemd. Als er meer endomorfismen zijn zegt men dat de kromme complexe vermenigvuldiging heeft.
Als het lichaam/veld eindig is, zijn er altijd niet-triviale endomorfismen, afkomstig van het frobenius-endomorfisme; al zulke krommen hebben dus een  complexe vermenigvuldiging. Maar als het basislichaam/veld een getallenlichaam/veld is, is complexe vermenigvuldiging een uitzondering. 

## Naamgeving
Elliptische krommen spelen een rol bij de studie van elliptische functies die ontstaan uit de integralen waarmee de omtrek van delen van een ellips kan worden berekend.

## Toepassingen
Elliptische krommen zijn bestudeerd als interessante objecten op zich, omdat ze de eerste stap van de meetkunde "voorbij" de kegelsneden zijn. Ze hebben echter toepassingen gevonden in andere gebieden van de wiskunde, en met name de getaltheorie heeft in 1995 een spectaculair succes geboekt door aan de hand van elliptische krommen de laatste stelling van Fermat te bewijzen.